# Strophosoma ganglbaueri
Strophosoma ganglbaueri é uma espécie de insetos coleópteros polífagos pertencente à família Curculionidae.
A autoridade científica da espécie é Flach, tendo sido descrita no ano de 1907.
Trata-se de uma espécie presente no território português.